# Джидинський район
Джидинський район (рос. Джидинский район, бур. Зэдэ (Жада) аймаг) — адміністративна одиниця Республіки Бурятія Російської Федерації.
Адміністративний центр — село Петропавлівка.

## Адміністративний поділ
До складу району входять одне міське та 22 сільських поселень:
1. селище міського типу Джида;
2. Алцацьке сільське поселення, адміністративний центр — у. Алцак;
3. Армацьке сільське поселення, адміністративний центр — с. Армак;
4. Білоозерське сільське поселення, адміністративний центр — с. Бєлоозерськ, включає також с. Тасархой і с. Нюгуй;
5. Боргойське сільське поселення, адміністративний центр — у. Боргой;
6. Боцинське сільське поселення, адміністративний центр — с. Боций, включає також с. Верхній Йонхор;
7. Булицьке сільське поселення, адміністративний центр — с. Булик, включає також с. Баян;
8. Бургалтайське сільське поселення, адміністративний центр — у. Нижній Бургалтай;
9. Верхнєбургалтайське сільське поселення, адміністративний центр — у. Верхній Бургалтай;
10. Верхнєторейське сільське поселення, адміністративний центр — у. Верхній Торей, включає також с. Улзар (Намто);
11. Гегетуйське сільське поселення, адміністративний центр — у. Гегетуй, включає також с. Малий Нарин;
12. Додоічотуйське сільське поселення, адміністративний центр — у. Додо-Ічотуй;
13. Дирестуйське сільське поселення, адміністративний центр — у. Дирестуй, включає також с. Зарубіно
14. Йонхорське сільське поселення, адміністративний центр — с. Йонхор
15. Желтуринське сільське поселення, адміністративний центр — с. Желтура, включає також с. Тингирик;
16. Інзагатуйське сільське поселення, адміністративний центр — у. Інзагатуй;
17. Ічотуйське сільське поселення, адміністративний центр — у. Деде-Ічотуй;
18. Каландарішвільське сільське поселення, адміністративний центр — с. Ойор, включає також с. Тохой с. Укир-Челон;
19. Наринське сільське поселення, адміністративний центр — с. Большой Нарин
20. Нижньоторейське сільське поселення, адміністративний центр — с. Нижній Торей включає також сьола Подхулдочи, Хулдат, Шартикей;
21. Петропавловське сільське поселення, адміністративний центр — с. Петропавлівка
22. Цаган-Усунське сільське поселення, адміністративний центр — с. Цаган-Усун
23. Цагатуйське сільське поселення, адміністративний центр — у. Цагатуй